# Lótus sagrado na arte religiosa

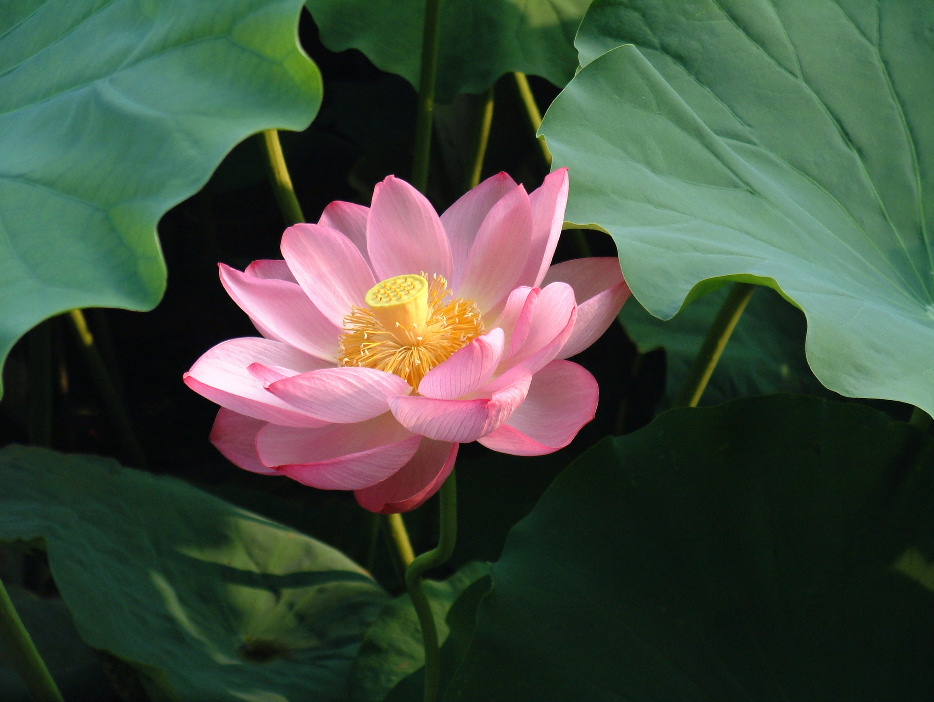
O lótus, Nelumbo nucifera

O lótus, Nelumbo nucifera, é uma planta aquática que desempenha um papel central na arte de religiões indianas como hinduísmo, budismo, jainismo e o siquismo.
Na arte asiática, um trono de lótus é uma flor de lótus estilizada usada como assento ou base para uma figura. É o pedestal normal para figuras divinas na arte budista e na arte arte hindu [en], e muitas vezes visto na arte jainista [en]. Originário da arte indiana, o lótus acompanhou as religiões indianas até o leste da Ásia em particular.

## Confucionismo
Na cultura chinesa, o estudioso confucionista Zhou Dunyi (1017–1073) escreveu:

Eu amo o lótus porque, enquanto cresce da lama, ele não é manchado. (em chinês:  予獨愛蓮之出淤泥而不染)

## Hinduísmo

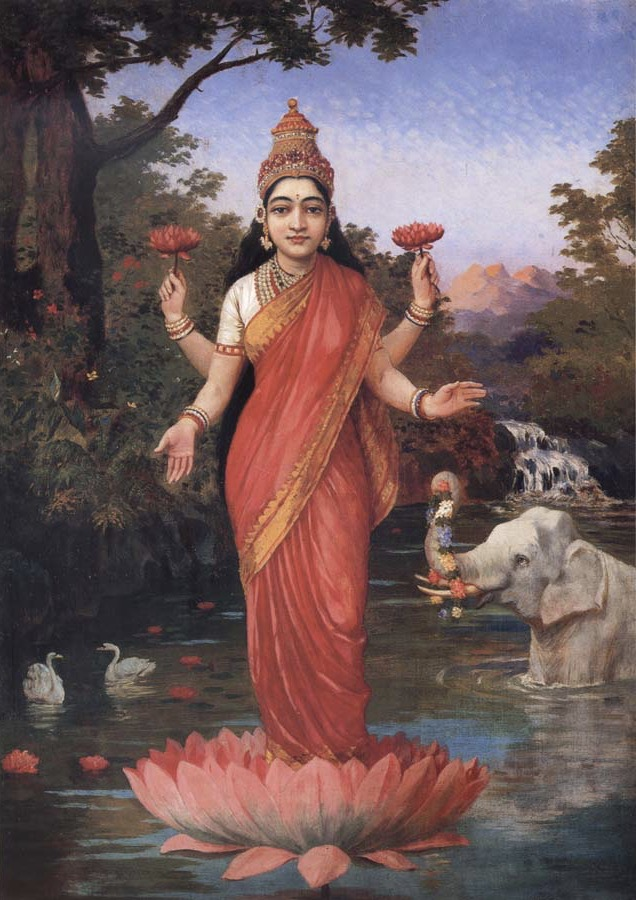
A deusa hindu Lakshmi segurando e de pé sobre um lótus, Raja Ravi Varma.

Os hindus reverenciam o lótus com as divindades Vixnu e Lakshmi, que são frequentemente retratadas em cima de lótus rosa na iconografia; historicamente, muitas divindades, como Brama, Sarasvati, Lakshmi, Cubera, geralmente sentam-se em um trono de lótus estilizado. Na representação de Vishnu como Padmanabha (umbigo de lótus), um lótus sai de seu umbigo com Brahma nele. A deusa Saraswati é retratada em um lótus rosa-claro. O lótus é o símbolo do que é divino ou imortal na humanidade, e também simboliza a perfeição divina. O lótus é o atributo dos deuses do sol e do fogo. Simboliza a realização do potencial interior e, nas tradições tântricas e iogues, simboliza o potencial de um indivíduo para aproveitar o fluxo de energia que se move através dos chacras (muitas vezes descritos como lótus em forma de roda) florescendo como o lótus de mil pétalas iluminados na parte superior do crânio.
Os hindus reverenciam o lótus com as divindades Vixnu e Lakshmi, que são frequentemente retratadas em cima de lótus rosa na iconografia; historicamente, muitas divindades, como Brama, Sarasvati, Lakshmi, Cubera, geralmente sentam-se em um trono de lótus estilizado. Na representação de Vishnu como Padmanabha (umbigo de lótus), um lótus sai de seu umbigo com Brahma nele. A deusa Saraswati é retratada em um lótus rosa-claro. O lótus é o símbolo do que é divino ou imortal na humanidade, e também simboliza a perfeição divina. O lótus é o atributo dos deuses do sol e do fogo. Simboliza a realização do potencial interior e, nas tradições tântricas e iogues, simboliza o potencial de um indivíduo para aproveitar o fluxo de energia que se move através dos chacras (muitas vezes descritos como lótus em forma de roda) florescendo como o lótus de mil pétalas iluminados na parte superior do crânio.
A planta de lótus é amplamente citada na literatura purânica e védica, por exemplo:
Aquele que executa seu dever sem apego, entregando os resultados ao Senhor Supremo, não é afetado pela ação pecaminosa, assim como a folha de lótus não é tocada pela água.— Bhagavad Gita 5.10:

## Budismo

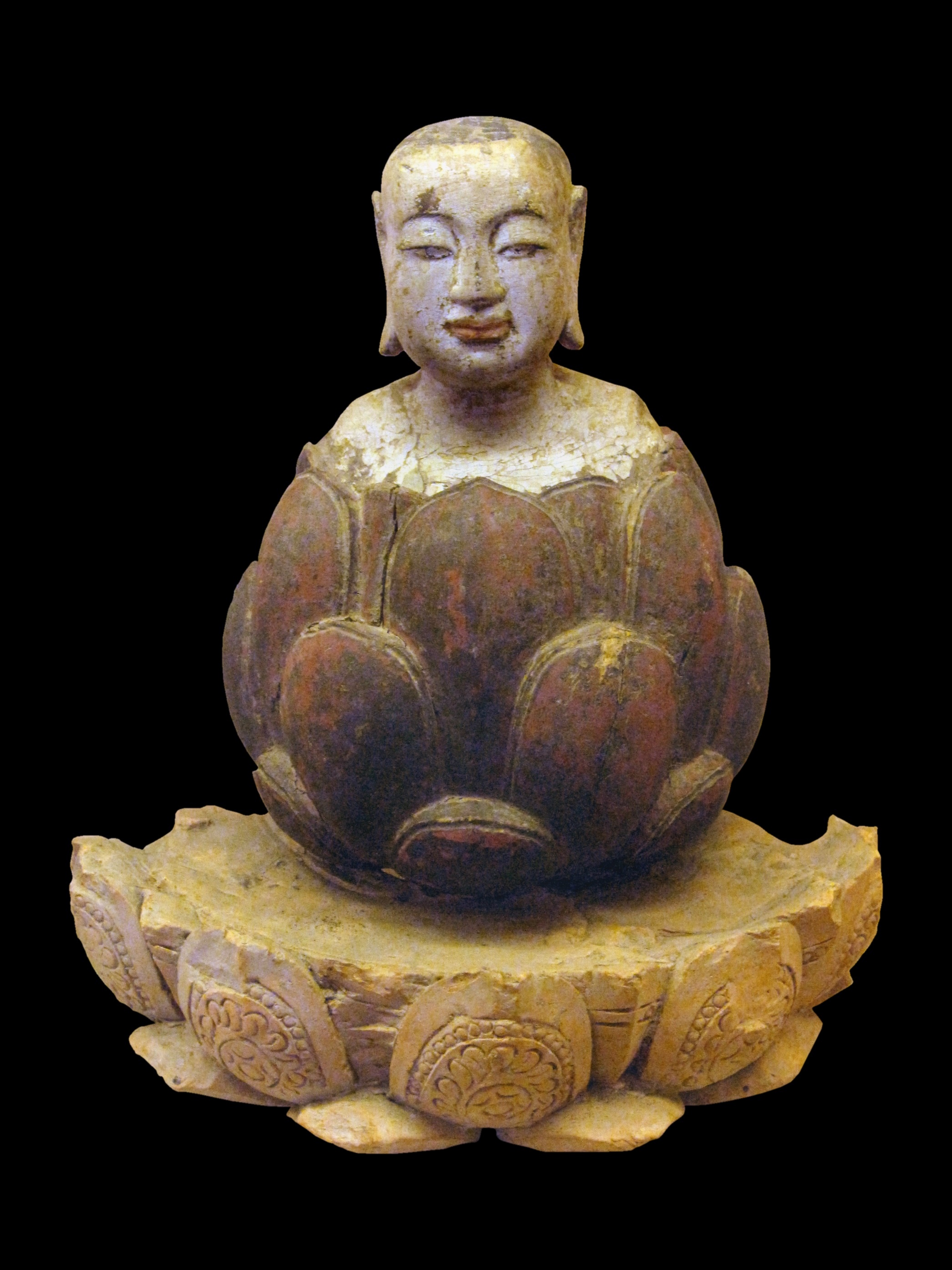
O menino Buda erguendo-se de um lótus. Madeira carmesim e dourada, dinastia Trần-Hồ, Vietnã, século XIV–XV

No Aṅguttara Nikāya, o Buda se compara a um lótus (em Páli, paduma), dizendo que a flor-de-lótus nasce da água barrenta sem manchas, como ele se eleva deste mundo, livre das impurezas ensinadas no sutra específico.
No simbolismo budista, o lótus representa a pureza do corpo, da fala e da mente, como se flutuasse sobre as águas turvas do apego material e do desejo físico. Segundo a lenda, os primeiros passos de Gautama Buda fizeram flores de lótus aparecerem em todos os lugares em que ele pisava. No Tibete, Padmasambhava, o Nascido do Lótus, é considerado o Segundo Buda, tendo trazido o budismo para aquele país conquistando ou convertendo divindades locais; ele é normalmente representado segurando uma flor. Os tronos de lótus são o pedestal comum para as figuras mais importantes da arte budista.

## Jainismo

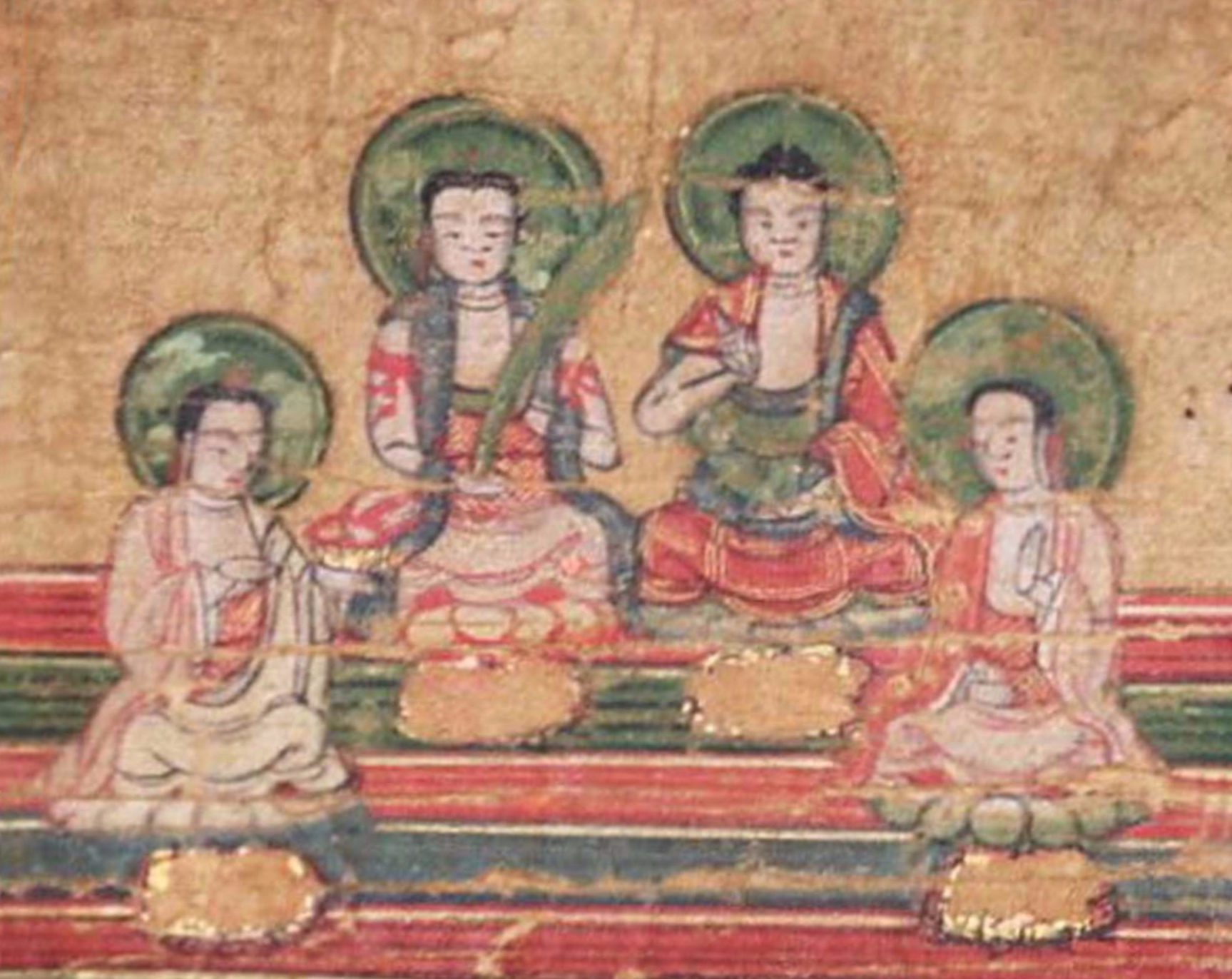
Da esquerda para a direita: Manes, Zaratustra, Shakyamuni e Jesus retratados sentados em cima de flores de lótus

Zaratustra, Shakyamuni e Jesus retratados sentados em cima de flores de lótus
Os fundadores (tirtancara) do jainismo são retratados sentados ou em pé em tronos de lótus. Como seu nome sugere, o tirtancara Padmaprabha jainista também é representado pelo símbolo de um lótus. Padmaprabha significa 'brilhante como um lótus vermelho' em sânscrito. Diz-se em fontes Svetambara que sua mãe teve uma fantasia por um sofá de lótus vermelho — padma — enquanto ele estava no ventre dela.
O maniqueísmo chinês emprestou a iconografia do budismo chinês, frequentemente retratando figuras religiosas reverenciadas no maniqueísmo sentadas em tronos de lótus em sua arte religiosa.

## Cristianismo
Desde a introdução do cristianismo na Índia, a iconografia dos cristãos de São Tomé retrata a cruz cristã de São Tomé, também chamada de cruz persa, no topo de uma flor de lótus estilizada. Da mesma forma, após a introdução do cristianismo na China pela Igreja do Oriente, a cruz de São Tomé foi frequentemente representada no topo de uma flor de lótus na iconografia cristã chinesa.
- Cruz persa sobre uma flor de lótus do St. Thomas Mount, Chennai, Tamil Nadu, Índia
- Cruz de São Tomé no Templo da Cruz no distrito de Fang-shan, cerca de 48 quilômetros a sudoeste de Pequim, China

## Fé bahá'í
A comunidade internacional da Fé Bahá'í adotou o simbolismo do lótus no projeto do Templo de Lótus em Nova Delhi, Índia.

## Cultural
Na literatura clássica escrita e oral de muitas culturas asiáticas o lótus está presente em forma figurativa, representando elegância, beleza, perfeição, pureza e graça, sendo frequentemente usado em poemas e canções como uma alegoria para atributos femininos ideais. Em sânscrito, a palavra lótus (पद्म, padma) tem muitos sinônimos: como o lótus vive na água, ja (denotando nascimento) é adicionado a palavras para água para derivar sinônimos para lótus, como rajiv, ambuja (ambu (água) + ja (nascido de)), neerja (neera (água) + ja (nascido de)), pankaj, pankaja, kamal, kamala, kunala, aravind, arvind, nalin, nalini e saroja e nomes derivados do lótus, como padmavati (possuindo lótus) ou padmini (cheio de lótus). Esses nomes e versões derivadas são frequentemente usados para nomear meninas e, em menor grau, meninos, em todo o sul e sudeste da Ásia.
A flor-de-lótus é a flor do estado de vários estados indianos, incluindo Carnataca, Harianá e Andra Pradexe. A flor-de-lótus é o símbolo eleitoral do Partido do Povo Indiano, um dos dois principais partidos políticos da Índia.
- Vixnu repousa sobre a serpente Ananta enquanto Brama repousa sobre um trono de lótus, a planta emitida a partir do umbigo de Vixnu
- Flores-de-lótus miniatura. Daisho-in, Miyajima, Japão
- Ilustração da Seikei Zusetsu. Biblioteca da Universidade de Leiden, ser. 1042

## Simbolismo
Tem sido considerado um símbolo de beleza, pureza absoluta, honestidade, renascimento, autorregeneração, iluminação. Foi considerada uma planta suprema pelos egípcios por seu cheiro perfumado transformador enquanto vivia sua existência alternada abaixo e acima da superfície da água. Curiosamente, também foi usado por eles como um meio para induzir estados alterados de consciência e fazer contato com outros reinos da existência. O lótus azul era considerado um símbolo do sol nascendo da noite.
Na filosofia hindu, o lótus é considerado o primogênito da criação e um ventre mágico para o universo e para os deuses. Associações dele também foram feitas à longevidade, fertilidade, riqueza e conhecimento.
É considerado um símbolo de liberdade do desejo, apego material enquanto invoca a pureza no nível da mente, da fala e da ação pela tradição budista. O simbolismo das cores também é conectado: O lótus azul simboliza a vitória do espírito sobre a inteligência, o conhecimento e a sabedoria. O lótus branco simboliza o Bodhi sendo despertado, a ascensão em direção à pureza mental e perfeição espiritual. Também implica um estado de maturidade espiritual ligado à pacificação da própria natureza. O lótus rosa é considerado o verdadeiro lótus de Buda e o supremo de todos.

## Leitura complementar
- Dallapiccola, Anna L. (2002). Dictionary of Hindu Lore and Legend. New York: Thames & Hudson. ISBN 0-500-51088-1. (pede registo (ajuda))
- Lawlor, Robert (1991). Voices Of The First Day: Awakening in the Aboriginal Dreamtime. Rochester, Vermont: Inner Traditions. ISBN 0-89281-355-5
- Shakti, M. Gupta (1971). Plant Myths and Traditions in India. Netherlands: Brill Publishers. pp. 65–67